# Исмаилов, Магомед Искандерович
Магомед Искандерович Исмаилов (1977, Махачкала, Дагестанская АССР, РСФСР, СССР ) — российский кикбоксер и тайбоксер, чемпион мира по кикбоксингу и тайскому боксу. 

## Спортивная карьера
Спортом занимался с 1992 года. Является воспитанником махачкалинского ДГЦБИ и школы «Скорпион», занимался под руководством Зайналбека Зайналбекова. В мае 1998 года в Муроме стал обладателем Кубка России по тайскому боксу. В марте 1999 года на чемпионате мира по тайскому боксу по версии IAMTF в Бангкоке стал серебряным призёром. В феврале 2000 года принял участие на чемпионате Европы по тайскому боксу на Кипре, где стал бронзовым призёром. В ноябре 2000 года принимал участие на чемпионате мира в Токио. В начале сентября 2001 года в Москве одержал победу на чемпионате России по кикбоксингу в дисциплине «лоу-кик». В ноябре 2001 года в Белграде стал чемпионом мира по кикбоксингу.

## Уголовное дело
17 ноября 2017 года в одном из ресторанов «Москва-Сити» произошла стрельба, приведшая к гибели одного человека и ранениям еще у пятерых, после которой было задержано шесть человек, среди которых Магомед Исмалов. 31 мая 2022 года Пресненским районным судом признан виновным в покушении на убийство (ст. 30 и ч. 2 ст. 105 УК РФ), незаконном обороте оружия (ст. 222 УК РФ), а также и хищении табельного пистолета Макарова (ПМ) у тяжело раненного в перестрелке бойца Росгвардии Дмитрия Якобсона (ч. 1 ст. 226 УК РФ), и был приговорен к 16 годам колонии строгого режима. Апелляция адвокатов в июне 2022 года была отклонена и срок не был изменён.

## Достижения
- Чемпионат мира по кикбоксингу WAKO 1996 — ;
- Чемпионат России по кикбоксингу 1997 — ;
- Чемпионат России по тайскому боксу 1998 — ;
- Кубок России по тайскому боксу 1998 — ;
- Чемпионат мира по тайскому боксу IAMTF 1999 — ;
- Чемпионат Европы по тайскому боксу 2000 — ;
- Чемпионат России по тайскому боксу 2001 — ;
- Чемпионат мира по кикбоксингу WAKO 2001 — ;
- Чемпионат мира по тайскому боксу 2003 — ;

## Личная жизнь
В 1994 году окончил среднюю школу № 27 в Махачкале. В 2005 году окончил юридический факультет дагестанского филиала Московской государственной юридической академии.